# Тудун
Тудун — наместники тюркского кагана в Западном Тюркском каганате, Хазарском и Аварском каганате, выполнявшие надзорные и организационные функции при местных администрациях. Также мог исполнять функции дипломата. Имеются сведения, что тудуны иногда назначались даже в городах, номинально находящихся под другой контрольной властью (Византийской, например в Крыму), но фактически в пределах сферы влияния кагана.

## Этимология
Этимология слова «тудун» происходит от китайского звания «tu jt jung», которое в переводе означает звание начальника гражданской администрации. При Тон-ябгу кагане (618—630 гг.) была предпринята серьезная попытка внутреннего упорядочения Западнотюркского каганата с целью централизации управления государством. По его реформе местные среднеазиатские правители превращались в наместников кагана и им жаловался соответствующий титул. Во все подвластные владения были посланы уполномоченные кагана — тудуны, которым вменялся контроль над сбором податей и посылкой дани в каганскую ставку.
В начале VIII века Чач оказался в вассальной зависимости от Тюргешского каганата. Чач временно входил в состав Восточнотюркского каганата. Владетелем Чача был назначен Инай-тудун (ок. 741 г.).
Титул «тудун» закрепился в Чаче надолго, он встречается на чачских монетах VIII в., мугских документах 